# Saint-Christophe-en-Brionnais
Saint-Christophe-en-Brionnais ist eine französische Gemeinde mit 513 Einwohnern (Stand 1. Januar 2022) im Département Saône-et-Loire in der Region Bourgogne-Franche-Comté.

## Lage
Saint-Christophe liegt in einer Höhe von etwa 430 m ü. d. M. in der alten Kulturlandschaft des Brionnais. Der Ort befindet sich etwa 22 Kilometer (Fahrtstrecke) südlich von Paray-le-Monial bzw. etwa 37 Kilometer nördlich von Roanne. Die sehenswerten Orte Anzy-le-Duc, Semur-en-Brionnais, Iguerande, Marcigny, Saint-Julien-de-Jonzy und Charlieu liegen allesamt im Umkreis von etwa 15 Kilometern.

## Geschichte
Im Mittelalter war Saint-Christophe Sitz einer Baronie, die zum Haus Semur gehörte. Der örtliche Viehmarkt ist seit dem 15. Jahrhundert überliefert. Im Verlauf der Französischen Revolution benannte sich der Ort in Bel-Air-les-Foires um.

### Bevölkerungsentwicklung
| Jahr      | 1962 | 1968 | 1975 | 1982 | 1990 | 1999 | 2006 |
| Einwohner | 703  | 724  | 625  | 593  | 547  | 513  | 513  |

Im 19. Jahrhundert hatte der Ort zeitweise über 1000 Einwohner. Die Reblauskrise und die Mechanisierung der Landwirtschaft sorgten seitdem für einen deutlichen Bevölkerungsrückgang.

## Sehenswürdigkeiten
- Die ehemals inmitten des Friedhofs stehende Pfarrkirche Saint-Hugues ist ein dreischiffiger klassizistischer Bau des 18. Jahrhunderts mit einem doppelgeschossigen Glockenturm an der Westseite.
- Vom ehemaligen Schloss der Baronie aus dem 15. Jahrhundert hat nur ein runder Eckturm mit Kegeldach überlebt.

## Wirtschaft

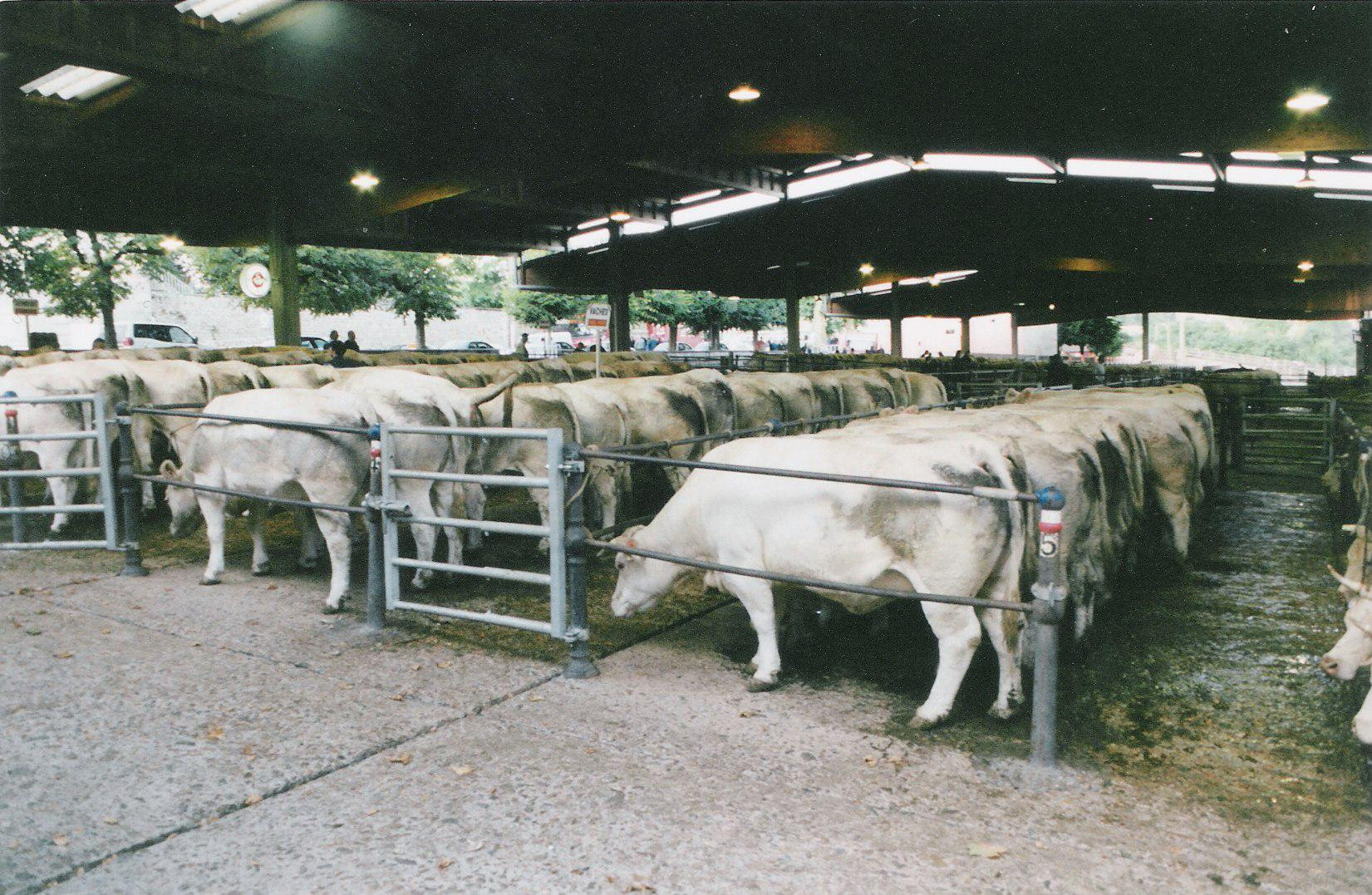
Viehmarkt

Die hügelige Umgebung von Saint-Christophe war stets landwirtschaftlich geprägt, wobei bis ins 19. Jahrhundert hinein auch Weinbau betrieben wurde. Inzwischen spielt die Zucht von Charolais-Rindern eine große Rolle. Der Ort selbst blieb bis ins frühe 20. Jahrhundert hinein das Handwerks-, Handels- und Dienstleistungszentrum für die Weiler und Einzelgehöfte der Umgebung. Im Ort findet mehrmals im Jahr ein großer Viehmarkt (marché au cadran) statt; das Dach der Halle ist mit einer Photovoltaikanlage versehen.